# Екзом
Екзом — частина генома, що представляє екзони, тобто послідовності, які транскрибуються на матричну РНК після того, як інтрони видаляються в процесі сплайсингу РНК. Таким чином, екзом відрізняється від транскриптома, який включає усю сукупність транскриптів.
Екзом людини містить приблизно 180 тисяч екзонів, що відповідає приблизно 1 % всього генома або 30 мільйонам пар нуклеотидів. Проте, мутації в екзомі складають до 85 % від усіх мутацій, пов'язаних з хворобами.
Іноді фахівці в галузі медицини виділяють так званий «клінічний екзом» — сукупність усіх кодуючих ділянок генів, що мають доведене клінічне значення. Згідно з базою даних OMIM на даний момент відомі близько 6000 генів, відповідальних за 4500 спадкових захворювань. Сукупна протяжність «клінічного екзома» складає близько 15 мільйонів пар нуклеотидів.
Секвенування екзома — ефективний підхід в дослідженні моногенних спадкових захворювань. Прикладами дослідницьких проектів, що займаються секвенуванням екзома є некомерційний Personal Genome Project, некомерційний проект Rare Genomics Institute, некомерційний Exome Project національних інститутів охорони здоров'я США]], Mendelian Exome Project та інші.